# Cullami
Cullami è un singolo della cantautrice italiana Emma, pubblicato il 19 novembre 2010 come secondo estratto dal primo album in studio A me piace così.

## Descrizione
Il brano è stato scritto e composto da Roberto Casalino, con produzione di Pino Perris, ed è una ballata guidata dal pianoforte che un testo che attraversa gli stati d'animo di chi sogna l'eternità dell'amore, ma al tempo stesso la teme anche.

## Video musicale
Il video, per la regia di Gaetano Morbioli, ripercorre un viaggio immaginario nell'infanzia della cantante; è ambientato in un suggestivo bosco autunnale che è atto alla rievocazione nostalgica di immagini, ricordi ed emozioni del passato,in particolare si ricorda della nonna e le fiabe che gli leggeva durante la fanciulezza.

## Tracce
Testi e musiche di Roberto Casalino; edizioni musicali Universal Music Italia Srl, MZQ Edizioni Musicali S.a.s.
1. Cullami – 3:45

## Classifiche
| Classifica (2011) | Posizione massima |
| ----------------- | ----------------- |
| Italia            | 23                |